# Municipio de Shell Rock (Iowa)
El municipio de Shell Rock (en inglés: Shell Rock Township) es un municipio ubicado en el condado de Butler en el estado estadounidense de Iowa. En el año 2010 tenía una población de 1668 habitantes y una densidad poblacional de 17,63 personas por km².

## Geografía
El municipio de Shell Rock se encuentra ubicado en las coordenadas 42°41′43″N 92°37′8″O / 42.69528, -92.61889. Según la Oficina del Censo de los Estados Unidos, el municipio tiene una superficie total de 94.59 km², de la cual 93,81 km² corresponden a tierra firme y (0,83 %) 0,78 km² es agua.

## Demografía
Según el censo de 2010, había 1668 personas residiendo en el municipio de Shell Rock. La densidad de población era de 17,63 hab./km². De los 1668 habitantes, el municipio de Shell Rock estaba compuesto por el 97,3 % blancos, el 0,54 % eran afroamericanos, el 0,36 % eran amerindios, el 0,18 % eran asiáticos, el 0,24 % eran de otras razas y el 1,38 % eran de una mezcla de razas. Del total de la población el 0,96 % eran hispanos o latinos de cualquier raza.